# Cicloalcheni
I cicloalcheni sono idrocarburi monociclici contenenti un doppio legame C=C.
Presentano formula bruta CnH2n-2.
Gli atomi di carbonio sono uniti tra loro attraverso legami covalenti, due atomi carbonio adiacenti sono però uniti da un legame covalente doppio. Sono quindi simili agli alcheni, si differenziano però da essi in quanto nella loro struttura gli atomi di carbonio sono uniti a formare un anello.
Esempi di cicloalcheni sono il ciclopropene, il ciclobutene, il ciclopentene e il cicloesene.

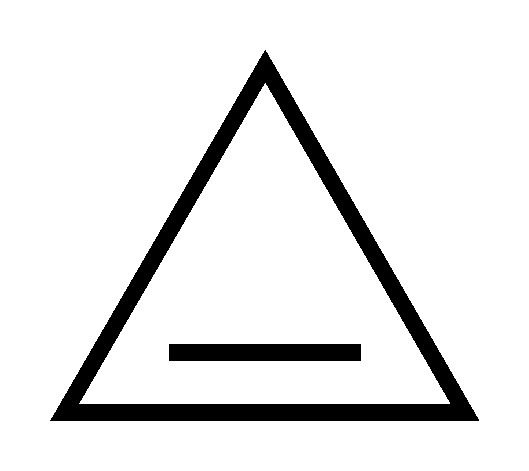
Ciclopropene
Ciclobutene
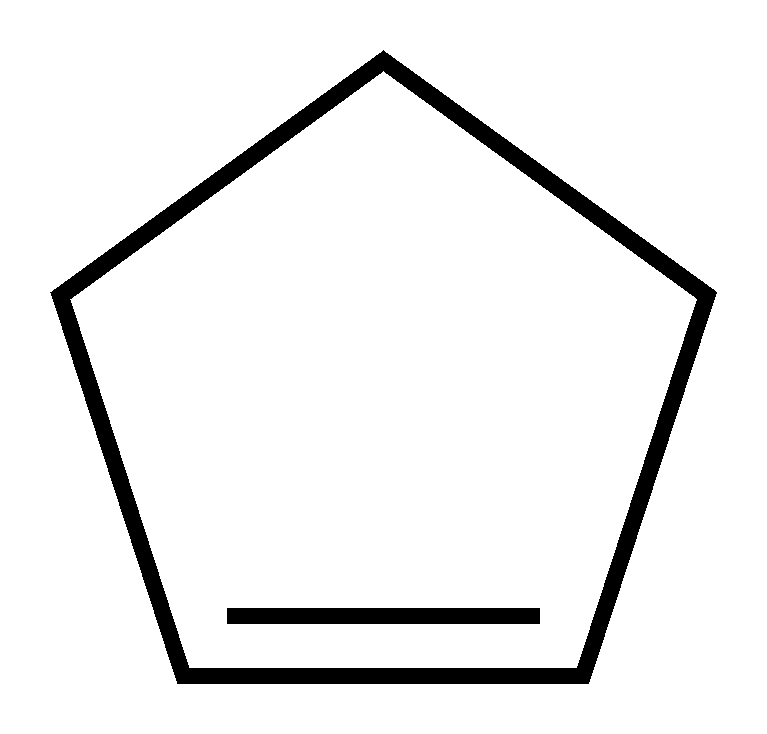
Ciclopentene
Cicloesene

A causa della loro struttura, solitamente i cicloalcheni sono molecole con una certa tensione di anello (vi sono almeno due atomi di carbonio ibridati sp2), per cui la reazione di apertura dell'anello non è molto difficile.
La sintesi dei cicloalcheni può avvenire grazie ad una reazione periciclica.